# Vaccarizza
Vaccarizza è una frazione del comune italiano di Linarolo (in provincia di Pavia), nel Pavese meridionale. Presso questa località il Ticino confluisce nel Po. Vaccarizza costituì un comune autonomo fino al 1872 quando fu aggregato a quello di Linarolo. La località fa parte della Parrocchia di San Leonardo. Nel 2011, secondo i dati Istat, contava 155 abitanti.

## Storia
La più antica fonte scritta su Vaccarizza risale al 1370 e rimanda al suo originario carattere di corte rurale, dove l'attività primaria era l'allevamento di vacche (da cui il toponimo "Vaccarizza"). Faceva parte della Campagna Sottana di Pavia ed era compresa nella squadra  (podesteria) del Vicariato di Belgioioso. Nel 1757 furono aggregati a Vaccarizza i piccoli comuni di Ospedaletto e San Leonardo e nel 1872 il comune di Vaccarizza fu unito a quello di Linarolo.

## Il Cristo di Vaccarizza
In una cappella privata del paese si trova un bassorilievo in pietra arenaria e risalente al XIII secolo, raffigurante Cristo in croce con il capo piegato, il busto e le gambe contratte dallo spasimo; sulla sinistra sono rappresentati, sulla croce, il sole, cui un angelo non alato asciuga le lacrime con un fazzoletto e, in basso, la Vergine; a destra, un altro angelo, la luna e San Giovanni Battista. Secondo una tradizione locale le acque del Po, in un'esondazione, cominciarono a ritrarsi dopo aver lambito l'opera.

## Società

### Evoluzione demografica[5]
- 567 nel 1805
- 790 nel 1853
- 725 nel 1859
- 866 nel 1861
- 1.037 nel 1871
- 155 nel 2011
- 164 nel 2017